# Emmy the Great
Emmy the Great, pseudonimo di Emma-Lee Moss (Hong Kong, 4 novembre 1983), è una cantautrice britannica.

## Biografia
È nata a Hong Kong da padre inglese e madre cinese. Da ragazza si è trasferita con la famiglia a Londra.
Ha pubblicato il primo singolo (Secret Circus) nell'aprile 2006.
Nel febbraio 2009 è uscito il suo primo album dal titolo First Love.
Il secondo album Virtue, anticipato dal singolo Iris, è stato diffuso nel giugno 2011.
Ha collaborato nel corso della sua carriera con Dev Hynes, Fatboy Slim (nel progetto Brighton Port Authority), Ash, Noah and the Whale e Kate Nash.

## Discografia parziale

### Album
- 2009 – First Love
- 2011 – Virtue
- 2016 – Second Love
- 2020 - April / 月音